# 海鹿目
海鹿目（學名：Aplysiidae），是中型到大型的後鰓類软体动物，腹足纲之下的一個目。

## 形態描述
海鹿目物種有由蛋白組成軟內殼，俗稱海兔。其下包含海鹿總科（Aplysioidea）和筒螺總科（Akeroidea）中的海洋腹足類軟體動物。
其物種也被稱作「海兔」，其名稱來自於羅馬時代這類生物的記載，因為這些動物有渾圓的身體和類似兔耳的兩個長觸角。
2005年，無盾目在新的腹足綱分類學中被分支取代，改稱海鹿類或海鹿形類。

## 分類
截至2021年10月20日，WoRMS紀錄本目由下列兩個總科組成：
- 筒螺總科 Akeroidea Mazzarelli, 1891
  - 筒螺科（荷兰语：Akeridae） Akeridae（荷兰语：Akeridae） Mazzarelli, 1891：只有筒螺属一個屬，六個物種；
- 海鹿總科 Aplysioidea Lamarck, 1809
  - 海鹿科 Aplysiidae Lamarck, 1809：包括11個屬、69個物種。

有華文出版物把本目物種歸類到頭楯目。這很可能是把筒螺屬與筒柱螺属搞混了。事實上兩個分類單元並不相關連。